# Leicester Galleries
Leicester Galleries est une galerie d'art située à Londres et qui a tenu des expositions d'œuvres d'artistes modernes britanniques et français de 1902 à 1977. Le nom est acquis en 1984 par le marchand d'art Peter Nahum (en) pour sa galerie qu'il nomme Peter Nahum at the Leicester Galleries et qui est située à Londres dans le quartier de Mayfair.